# Слейтер, Сэмюэль
Сэмюэль Слейтер (англ. Samuel Slater; 1768—1835) — англо-американский промышленник, специалист по текстильной индустрии, прозванный «отцом американской промышленной революции» (по выражению президента Эндрю Джексона) и «отцом американской фабричной системы». На родине, в Великобритании, его прозвали «Слейтер-предатель» (англ. Slater the Traitor) за то, что он перенёс в Америку британскую технологию производства текстиля, приспособив её для использования в Соединённых Штатах.

## Биография

### Ранние годы
Сэмюэль Слейтер родился 9 июня 1768 года в Белпере, графство Дербишир, Англия, в семье богатого фермера и лесопромышленника, в которой, кроме Сэмюэля, было ещё семь детей. Базовое образование получил в местной школе. В 1778-м, в возрасте десяти лет, начал работать на хлопкопрядильной фабрике, открытой в Белпере в том же году Джедедайей Страттом. Фабрика использовала технологию водяного привода, впервые введённую Ричардом Аркрайтом на соседнем заводе в Кромфорде. В 1782 году отец Сэмюэля погиб в результате несчастного случая, после чего семья заключила со Страттом договор на обучение мальчика. Сэмюэль интересовался механикой, гидравлическими станками и целыми днями пропадал на фабрике, часто приходил туда даже по воскресеньям, сразу после церковной службы. Хозяева обратили внимание на любознательного и честолюбивого юношу и с большой охотой давали ему пояснения.
В 1789-м, когда Слейтеру исполнился 21 год и наступило его совершеннолетие, ученичество закончилось. К этому времени он в деталях разбирался в организации и практике хлопкопрядильного производства. Он мечтал открыть собственную ткацкую фабрику. Но в Англии их уже были сотни, новая подобная фабрика не выдержала бы конкуренции. И тут случайно на глаза Слейтеру попалось объявление, в котором было написано, что власти штата Пенсильвания обещают щедрое вознаграждение опытным текстильщикам. Сэмюэль начал подумывать о возможности перебраться в Америку. Однако вывезти оборудование и чертежи из Великобритании не было никакой возможности: британцы, опасаясь потерять конкурентное преимущество, тщательно оберегали всё, что было связано с их достижениями в текстильной промышленности. Слейтеру оставалось рассчитывать на свою отличную память: он выучил наизусть чертежи всех станков. В сентябре того же 1789 года, поднимаясь на борт отплывающего в Америку корабля, он выдал себя за батрака с сельской фермы.

### Первая фабрика Слейтера
Изначально Слейтер собирался в Филадельфию, столицу штата Пенсильвания, но, сойдя на берег в Нью-Йорке, там и остался. Работал на местной текстильной фабрике, где использовались устаревшие, отжившие свой век ткацкие станки. Здесь он узнал, что некий Мозес Браун (Moses Brown), богатый коммерсант из Род-Айленда, вместе со своими родственниками, зятем Уильямом Алми (William Almy) и кузеном Смитом Брауном (Smith Brown), собирается построить в Потакете, на реке Блэкстон, прядильную фабрику по типу английских. Сэмюэль отправил письмо Мозесу, предложив свои услуги в качестве эксперта по текстилю. Браун пригласил Слейтера в Потакет, чтобы выяснить, сможет ли он запустить шпиндели, которые Браун купил в Провиденсе. «Если ты можешь делать то, что говоришь, — написал он Слейтеру в письме, — я приглашаю тебя приехать в Род-Айленд».
В 1790 году Слейтер прибыл в Потакет. Изучив машины Мозеса Брауна, он объявил их бесполезными и убедил своих будущих партнёров в том, что достаточно хорошо знает текстильное производство, чтобы с ними сотрудничать. Тогда Браун попросил его сконструировать станок английского типа. В том же году Слейтер заключил с компанией Брауна Almy & Brown контракт. Сэмюэль по памяти восстановил чертежи, но на изготовление первого станка потребовалось несколько месяцев — не было ни комплектующих деталей, ни подготовленных механиков. Приходилось всё делать впервые, выручали лишь великолепные технические познания Слейтера. В декабре 1790 года первый ткацкий станок заработал; его обслуживали 10—12 рабочих. В 1791 году, несмотря на нехватку инструментов и квалифицированных кадров, Слейтер запустил производство. Он не только руководил строительством фабрики, но и обучал механиков обращению со станками и прочими механизмами. Слейтер активно использовал труд детей, что, кстати, было широко распространено и на его родине, в Англии. В 1793-м первая совместная фабрика Almy & Brown и Слейтера в Потакете заработала на полную мощность. За десять месяцев она произвела 8 тысяч ярдов хлопчатобумажной ткани. Такой большой объём американский рынок был не в состоянии переварить, и фабрику пришлось приостановить для поиска новых рынков сбыта продукции.

### Расширение бизнеса
В 1793 году Слейтер со своими партнёрами Алми и Брауном построил новый завод под названием Almy, Brown & Slater. Предприятие предназначалось непосредственно для текстильного производства. Это был завод с 72 шпинделями. Запатентованный Эли Уитни в 1794 году коттон-джин способствовал сокращению ручного труда в процессе обработки хлопка, что позволило получать прибыль с культивирования коротковолокнистого хлопка, который возможно было выращивать во внутренних нагорьях. Это привело к резкому расширению производства данной культуры по всему Югу США в довоенные годы. Заводы Новой Англии зависели от южного хлопка, выращивание которого было основано на рабским труде.
В 1798 году Слейтер прекратил сотрудничество с Брауном. Совместно с тестем Озилом Уилкинсоном (Oziel Wilkinson) он открыл две фабрики фирмы Samuel Slater & Co. Одна из них размещалась в городке Норт-Смитфилд (штат Род-Айленд), часть которого впоследствии переименовали в Слейтерсвилл. Затем он открыл ткацкие фабрики в Нью-Гэмпшире, на реке Мерримак, которые создали предпосылки для быстрого развития Манчестера (штат Нью-Гэмпшир), а также основал Мануфактурный банк в Потакете.
Поначалу на фабриках Слейтера трудились преимущественно дети, затем он стал нанимать целые семьи. Среди них было множество иммигрантов. В 1792 году сыновья Слейтера Джордж, Джон и Горацио стали его партнёрами, соответственно компания стала называться «Слейтер и сыновья» (Slater & Sons).
В 1799-м к Сэмюэлю из Англии прибыл брат Джон Слейтер. Мастер по ремонту колёс, он потратил время на изучение последних технических достижений в Англии и имел неплохой опыт в области наладки прядильных мулов. Сэмюэль назначил его управляющим большим заводом, который был назван White Mill.
К 1810 году Слейтер владел частью собственности трёх фабрик в Массачусетсе и Род-Айленде. В 1823-м он купил завод в Коннектикуте. Он также построил фабрики для производства текстильного оборудования, которое использовалось многими предприятиями Новой Англии; чтобы выпускать необходимое в строительстве оборудования железо, он наладил сотрудничество со своим шурином. В бизнесе Слейтер отказывался выходить за пределы семьи, не желая нанимать менеджеров со стороны, и после 1829 года сделал партнёрами своих сыновей в новой фирме по производству зонтов Samuel Slater and Sons. Его сын Горацио Нельсон Слейтер (Horatio Nelson Slater) полностью реорганизовал семейный бизнес, ввёл меры по сниженю затрат, отказался от старомодных процедур. Slater & Company стала одной из ведущих компаний-производителей в США.

### Влияние на индустриализацию
К 1800 году успех Слейтера был дублирован другими предпринимателями. В 1810 году министр финансов США Альберт Галлатин сообщил, что в стране примерно 50 заводов, производящих хлопчатобумажную пряжу, многие из которых появились в ответ на эмбарго Джефферсона, введшее запрет на импорт товаров из Великобритании. Англо-американская война 1812 года привела к ускорению процесса индустриализации в Новой Англии. В результате к концу войны, в 1815-м, в пределах 30 миль от города Провиденс было уже 140 изготовителей ткани, использующих труд 26 тысяч работников.

### Личная жизнь
В 1791 году Слейтер женился на Ханне Уилкинсон (Hannah Wilkinson), изобретательнице двухслойной нити и первой женщине из США, получившей патент. У Сэмюэля и Ханны было 10 совместных детей, четверо из которых умерли в младенчестве. Сама Ханна умерла в 1812 году от осложнений при родах, оставив мужа с шестью маленькими детьми. В 1817-м Слейтер женился во второй раз — на вдове по имени Эстер Паркинсон (Esther Parkinson), с которой прожил до самой смерти.
Сэмюэль Слейтер скончался 21 апреля 1835 года в городке Уэбстер, штат Массачусетс.